# Чемпіонство WWE Speed серед жінок
 Чемпіонство WWE Speed серед жінок — жіночий чемпіонський титул у професійному реслінгу, створення якого було оголошено американською промоутерською компанією WWE 9 серпня 2024 року і розігрується даний титул між усіма трьома брендами компанії. Умовою матчів за чемпіонство WWE Speed є перемога над опоненткою за п'ять хвилин. Чемпіонство назване на честь онлайн-програми WWE Speed, де і транслюються виключно ці матчі. Першою чемпіонкою стала Кендіс ЛеРей з бренду SmackDown, яка перемогла Ійо Скай з бренду RAW у фіналі інавгураційного турніру. В ефір епізод даний епізод вийшов 9 жовтня 2024 року і того ж дня WWE офіційно визнала початок рейну ЛеРей. 
Чинною чемпіонкою є представниця бренду NXT Сол Рука. 

## Історія

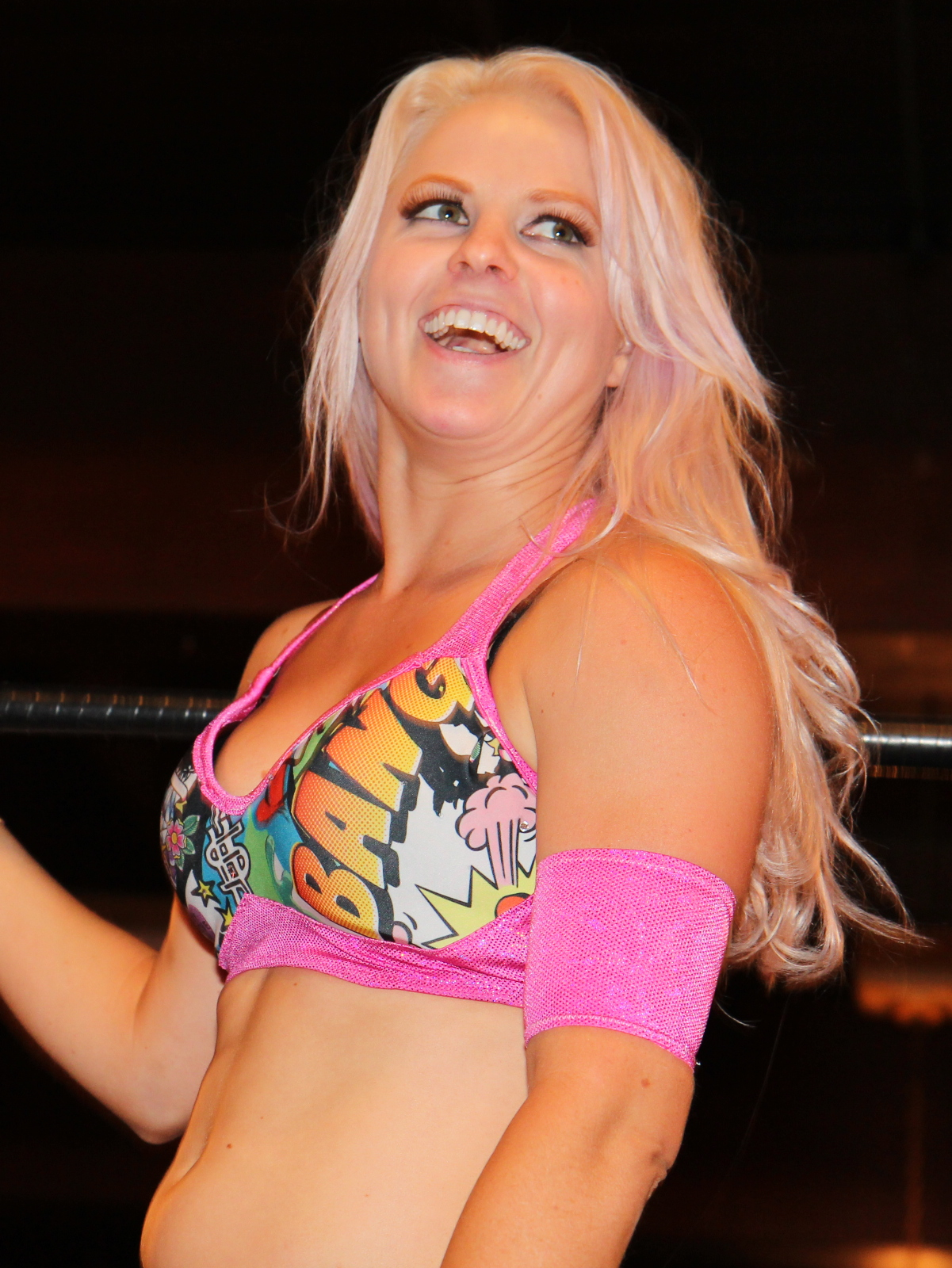
Інавгураційна чемпіонка Кендіс ЛеРей

3 квітня 2024 року WWE запустила щотижневий відеосеріал WWE Speed, який транслюється виключно на платформі соціальної мережі X. У програмі представлені матчі між реслерами з усіх трьох брендів WWE - RAW, SmackDown та бренду розвитку талантів NXT. Поєдинки мають трихвилинний хронометраж для звичайних випусків. Спочатку Speed включав лише матчі за участю чоловіків, а спеціальні епізоди, в яких безпосередньо розігрувався чемпіонський пояс мали п'ятихвилинний ліміт часу.
1 травня 2024 року керівник креативного відділу WWE Пол «Тріпл Ейч» Левек підтвердив, що в програмі з часом з'являться і жіночі матчі. 9 серпня 2024 року було зроблено офіційне оголошення, з якого стало відомо, що 4 вересня 2024 року розпочнеться турнір за інавгураційний жіноче чемпіонство WWE Speed. У фіналі турніру, який відбувся під час епізоду від 4 жовтня 2024 року, Кендіс ЛеРей зі SmackDown перемогла Ійо Скай з RAW та стала інавгураційною чемпіонкою.

### Інавгураційний турнір
Список учасниць турніру було оголошено 23 серпня 2024 року.
|  | Чвертьфінали WWE Speed (ефіри 4 – 25 вересня 2024) | Чвертьфінали WWE Speed (ефіри 4 – 25 вересня 2024) | Чвертьфінали WWE Speed (ефіри 4 – 25 вересня 2024) |              |           | Півфінали WWE Speed (ефіри 2 жовтня – 5 жовтня 2024) | Півфінали WWE Speed (ефіри 2 жовтня – 5 жовтня 2024) | Півфінали WWE Speed (ефіри 2 жовтня – 5 жовтня 2024) |  |  | Фінал WWE Speed (ефір 9 жовтня 2024) | Фінал WWE Speed (ефір 9 жовтня 2024) | Фінал WWE Speed (ефір 9 жовтня 2024) |
|  |                                                    |                                                    |                                                    |              |           |                                                      |                                                      |                                                      |  |  |                                      |                                      |                                      |
|  | 1                                                  | Лайра Валькірія                                    | 2:18                                               |              |           |                                                      |                                                      |                                                      |  |  |                                      |                                      |                                      |
|  | 8                                                  | Ійо Скай                                           | Утримання                                          |              |           |                                                      |                                                      |                                                      |  |  |                                      |                                      |                                      |
|  | 8                                                  | Ійо Скай                                           | Утримання                                          |              |           | Ійо Скай                                             | Утримання                                            |                                                      |  |  |                                      |                                      |                                      |
|  |                                                    |                                                    |                                                    |              |           | Ійо Скай                                             | Утримання                                            |                                                      |  |  |                                      |                                      |                                      |
|  |                                                    |                                                    | Наомі                                              | 2:38         |           |                                                      |                                                      |                                                      |  |  |                                      |                                      |                                      |
|  | 4                                                  | Блер Давенпорт                                     | Наомі                                              | 2:38         | 2:36      |                                                      |                                                      |                                                      |  |  |                                      |                                      |                                      |
|  | 4                                                  | Блер Давенпорт                                     |                                                    |              | 2:36      |                                                      |                                                      |                                                      |  |  |                                      |                                      |                                      |
|  | 5                                                  | Наомі                                              | Підкорення                                         |              |           |                                                      |                                                      |                                                      |  |  |                                      |                                      |                                      |
|  |                                                    |                                                    |                                                    |              |           |                                                      |                                                      |                                                      |  |  |                                      | Ійо Скай                             | 3:48                                 |
|  |                                                    |                                                    |                                                    | Кендіс ЛеРей | Утримання |                                                      |                                                      |                                                      |  |  |                                      |                                      |                                      |
|  | 3                                                  | Електра Лопез                                      | 2:33                                               |              |           |                                                      |                                                      |                                                      |  |  |                                      |                                      |                                      |
|  | 6                                                  | Кайрі Сейн                                         | Утримання                                          |              |           |                                                      |                                                      |                                                      |  |  |                                      |                                      |                                      |
|  | 6                                                  | Кайрі Сейн                                         | Утримання                                          |              |           | Кайрі Сейн                                           | 2:28                                                 |                                                      |  |  |                                      |                                      |                                      |
|  |                                                    |                                                    |                                                    |              |           | Кайрі Сейн                                           | 2:28                                                 |                                                      |  |  |                                      |                                      |                                      |
|  |                                                    |                                                    | Кендіс ЛеРей                                       | Утримання    |           |                                                      |                                                      |                                                      |  |  |                                      |                                      |                                      |
|  | 2                                                  | Кендіс ЛеРей                                       | Кендіс ЛеРей                                       | Утримання    | Утримання |                                                      |                                                      |                                                      |  |  |                                      |                                      |                                      |
|  | 2                                                  | Кендіс ЛеРей                                       |                                                    |              | Утримання |                                                      |                                                      |                                                      |  |  |                                      |                                      |                                      |
|  | 7                                                  | Пайпер Нівен                                       | 2:37                                               |              |           |                                                      |                                                      |                                                      |  |  |                                      |                                      |                                      |